# Ключко, Павел Фёдорович
Павел Фёдорович Ключко (14 июля (27 июля) 1913, с. Моспино, Екатеринославская губерния, Российская империя — 6 декабря 1990, Чита, РСФСР) — советский партийный, государственный деятель, председатель Читинского промышленного облисполкома (1962—1964).

## Биография
В 1939 г. окончил Донецкий индустриальный институт. Член ВКП(б) с 1940 г.
- 1939—1949 гг. — главный энергетик, главный механик треста «Верхамурзолото»,
- 1949—1954 гг. — начальник Могочинской центральной электростанции,
- 1954—1955 гг. — первый секретарь Балейского городского комитета КПСС,
- 1955 г. — заведующий отделом Читинского городского комитета КПСС,
- 1955—1960 гг. — второй секретарь Читинского городского комитета КПСС,
- 1960—1961 гг. — заведующий отделом Читинского городского комитета КПСС,
- 1961—1962 гг. — секретарь Читинского областного комитета КПСС,
- 1962—1964 гг. — председатель исполнительного комитета Читинского промышленного областного Совета,
- 1964—1970 гг. — первый секретарь Читинского городского комитета КПCC.

## Награды и звания
Награждён орденами Трудового Красного Знамени и «Знак Почёта».

## Семья
Сестра: Ключко(Котюжинская) Анисия Фёдоровна годы жизни 1903-1996 г. Моспино